# Tiberiu Alexandru
Tiberiu Alexandru (n. 14 mai 1914, Ilimbav, comitatul Sibiu, Austro-Ungaria – d. 20 aprilie 1997, București, România) a fost un folclorist, etnomuzicolog și organolog român. Ca discipol al lui Constantin Brăiloiu, acesta a adaptat riguros metodele științifice ale profesorului său, lăsându-ne un număr mare de cărți și lucrări bine documentate, concis și clar prezentate. Este creatorul organologiei muzicale populare moderne românești.

## Biografie
S-a născut în data de 14 mai 1914, în satul Ilimbav, din comitatul Sibiu, Austro-Ungaria (astăzi în județul Sibiu, România).
Studiile muzicale le-a urmat la Conservatorul din București, în perioada 1931-1936, cu Ioan D. Chirescu (teorie-solfegiu), Ion Nonna Otescu (armonie), Dimitrie Cuclin (estetică muzicală, forme muzicale, contrapunct), Constantin Brăiloiu (istoria muzicii, folclor), George Breazul (enciclopedia și pedagogia muzicii) și Ștefan Popescu (dirijat cor, compoziție corală bisericească).
Începând din 1935 devine colaborator al lui Constantin Brăiloiu la Arhiva de Folklore a Societății Compozitorilor Români, devenită în 1949 Institutul de Folklor.
În perioada 1936-1939 este dirijor al „Reuniunii române de cântări și muzică” din Caransebeș, iar între 1938-1939 este profesor suplinitor de muzică la Liceul „C. Diaconovici-Loga” din Timișoara.
În 1942 publică Muzica populară bănățeană. Notă monografică, unde oferă o imagine concludentă a unui original și complex spațiu folcloric, pe care îl denumește „punte de legătură între Transilvania și Oltenia” și „unul din cele mai muzicale ținuturi ale țării”. Atașează scurtei schițe monografice și un catalog al înregistrărilor din Arhiva de Folklore a S.C.R.
În perioada 1943-1959 este, pe rând: profesor suplinitor (1943-1948), șef de lucrări (1948-1950), lector (1953-1954), șef de catedră (1953-1958) și profesor de folclor (1953-1959) la Conservatorul din București.
Între 1949-1953 ajunge conferențiar la nou-înființatul Institut de Folclor, iar mai apoi: cercetător științific (1953-1956), cercetător științific principal (1956-1974) și șeful sectorului muzical (1957-1974).
În 1956 publică studiul Instrumentele muzicale ale poporului român, cea mai de seamă contribuție a sa în domeniu, unică în literatura de specialitate din România. În 1957 lucrarea este distinsă cu Premiul Academiei R.P.R.
Din 1957 devine membru la International Folk Music Council for Traditional Music, iar între 1971-1979 intră în Comitetul executiv al acesteia. Între 1971-1974 este vicepreședinte, iar din 1974 președinte al Consiliului național român al acestui for internațional.
Între 1965-1967 este expert de folclor în Republica Arabă Unită și Egipt, iar din 1979 în Sudan.
În 1975 publică sinteza Muzica populară românească, prin care își propune să releve „pe scurt bogăția și varietatea fără pereche a muzicii noastre populare, sensurile și valorile ei”.
Între 1978-1980 publică Folcloristică, organologie, muzicologie în două volume, reunind mai toate articolele și studiile sale publicate în perioada 1937-1973. Cartea a fost tradusă în limba engleză de Constantin Stihi-Broos, cu o traducere revizuită de A. L. Lloyd.
Din 1984 este Honorary Life Member la European Seminar in Ethnomusicology.

## Realizări
A întreprins numeroase culegeri de folclor în țară (notabile cele din Banat, între 1935-1942) și în Egipt, între 1965-1967 și în 1970.
A susținut comunicări științifice la congrese internaționale: Sinaia (1959), Iugoslavia (1968 și 1983), Suedia (1969), Egipt (1969), Jamaica (1971), Turcia (1974), Ungaria (1982), Grecia (1985); conferințe internaționale: China (1957), Egipt (1966), Elveția (1969), Algeria (1972), Sudan (1979); emisiuni radiofonice și de televiziune, între care serialele radiofonice: „Din pâlnia gramofonului” – 152 de emisiuni; „365 de cântece” – 235 de emisiuni; „Antologia muzicii populare românești” – 22 de emisiuni, precum și serialele TV „Vitrina discului”, „Totul cântă”, emisiunea-concurs „Floarea din grădină” (în calitate de consilier) și concerte-lecții.
A publicat studii, articole, prezentări de discuri, note, cronici, recenzii în „Muzica”, „Revista de Folclor” (devenită „Revista de Etnografie și Folclor”), „Muzică și poezie”, „Contemporanul”, „Albina”, „Îndrumătorul cultural”, „Cultura Poporului”, „Cântarea României”, „Tribuna României” etc. (unele sub pseudonimul Tibal T. Călțun).

## Decesul
A decedat în data de 20 aprilie 1997, la București.

## Distincții
A fost distins și încununat cu numeroase de premii, decorații și titluri, datorate activității sale științifice:
- Premiul „Ciprian Porumbescu” al Academiei Române (1957)
- Premiul I Festivalul Național „Cântarea României” (1981)
- Medalia comemorativă „Bela Bartok” din Budapesta (1981)
- Ordinul „Meritul cultural”, clasa a III-a (1969) și clasa a V-a (1983)
- Membru de onoare pe viață (Horiorary Life Member) al European Seminar in Ethnomusicology (Belfast, 1984)

## Lucrări

### Volume
- Muzica populară bănățeană. Notă monografică (cu un Catalog al înregistrărilor din „Arhiva de Folklore a Soc. Compozitorilor Români”), București, Editura „Cercului Bănățenilor”, nr.2, 1942, 81 p.
- Instrumente muzicale ale poporului român, București, Editura de Stat pentru Literatură și Artă, 1956, 387 p.
reed. Editura Grafoart, 2014, 402 p. ISBN 9786067470031
- Béla Bartók despre folclorul românesc, București, Editura Muzicală, 1958, 132 p.
- Muzica populară românească, București, Editura Muzicală, 1975, 268 p.
varianta în engleză: Romanian Folk Music (Translated by Constantin Stihi-Boos; Translation Revised by A. L. Lloyd), Musical Publishing House, 1980, 269 p.
- Folcloristică. Organologie. Muzicologie. Studii
vol. 1, București, Editura Muzicală, 1978, 264 p.
vol. 2, București, Editura Muzicală, 1980, 287 p.

### Studii și articole
- „Arhiva de folklore”, în 25 Ani de muzică românească (1920-1945), București, Editura S.C.R., 1945
- „Concursul tinerilor soliști populari, în „Muzica”, an. V, nr. 7-8, București, 1955
- „Solistul popular, rapsod al comorilor folclorice, în „Contemporanul”, nr. 14 (444), 1955
- „Tilinca. Ein uraltes rumanisches Volksinstrument, în „Studia Memoriae Belae Bartok Sacra”, Budapest, Akademiai Kiado, 1956
- „Despre localitățile din care Bela Bartok a cules muzica populară romînească, în „Revista de Folclor”, an. II, nr. 1-2, București, 1957
- „Vioara ca instrument muzical popular, în „Revista de Folclor”, an. II, nr. 3, București, 1957
- „Despre cîntăreții populari, în „Revista de Folclor”, an. III, nr. 4, București, 1958
- „Despre ansamblul de fluiere a lui Justin Sora, în „Revista de Folclor”, an. IV, nr. 1-2, București, 1959
- „Foklorul în cadrul celui de-al V-lea concurs al formațiilor artistice de amatori de la orașe și sate”, în Revista de Folclor, an. IV, nr. 3-4, București, 1959
- „The Study of Folk Musical Instruments in the Rumanian People's Republic”, în Journal of the International Folk Music Council, vol. XII, Cambridge, 1960
- „Despre meșterii fluierași din Hodac”, în Studii și cercetări de etnografie și artă populară, București, Editura Științifică și Enciclopedică, 1965
- „Constantin Brăiloiu (1893-1958)”, în Revista de Etnografie și Folclor, an. XIII, nr. 6, București, 1968
- „Les instruments musicaux du folklore egyptien et ceux de pays de Balkans”, în Rad XV-og Kongresa Saveza Udruzenja Folklorista Jugoslavije u Jajcu, 12-16, Sarajevo, 1971
- „An Account of the Teaching Methods of S1ome Folk Instruments in Romania: The Panpipe”, în Yearbook of the International Folk Music Council, Vol. 3, Kingston, 1971
- „Sur l'eseignement de quelques instruments de musique populaire de Roumanie: la flute de Pan”, în Muzica, nr. 11, București,1971
- „Sensuri și valori ale etnomuzicologiei românești”, în Studii de muzicologie, vol. VII, București, Editura Muzicală, 1971
- „Dimitrie Cantemir și muzica orientală”, în Revista de Etnografie și Folclor, tom. XVIII, nr. 5, București, 1973
- „Die rumanische Panflote. Monographische Skizze”, în Studia Instrumentorum Musicae Popularis, III, Stockholm, 1974
- „La doina roumaine et le folklore musical compare”, în Muzica, nr. 1, București, 1975
- „Naiul românesc”, în Revista de Etnografie și Folclor, rom. XX, nr. 1, București, 1975
- „Societatea compozitorilor români, factor militant pentru afirmarea ființei noastre spirituale (1920-1948)”, în Studii de muzicologie, vol. XVI, București, Editura Muzicală, 1981
- „Quelques reperes chronologiques des violons comme instruments populaires chez les Roumains”, în Studia Instrumentorum Musicae Popularis, VIII, Stockholm, 1985

### Ediții critice
- Nicolae Lighezan. Folclor muzical bănățean, Editura Muzicală, București, 1959
- Ilarion  Cocișiu. Cîntece populare românești (în colaborare cu Maria Siminel-Fusteri)
Ediția I, Editura Muzicală, București, 1960
Ediția a II-a, Editura Muzicală, București, 1963
Ediția a III-a, Editura Muzicală, București, 1966